# 60 Echo
60 Echo este un asteroid din centura principală, descoperit pe 14 septembrie 1860, de James Ferguson.